# The Five Doctors
A The Five Doctors a Doctor Who sorozat 20. évfordulós része, amit 1983. november 25-én mutattak be 90 perces tévéfilmként (később DVD-n kiadtak egy felújított, és bővített változatot) az Egyesült Királyságban. Először az amerikai PBS chicagoi adója (WTTW) mutatta be két nappal korábban, 23.-n a sorozat évfordulóján.
Az különkiadást a sorozat 20. évadának végén mutatták be. A részben megjelenik Patrick Troughton, mint a második Doktor, és Jon Pertwee, mint a harmadik Doktor. Az első Doktort Richard Hurndall játssza, mert meghalt William Hartnell. A negyedik Doktor (Tom Baker) csak egy cameo erejéig jelenik meg (ezt a jelenetet a Shada c. részből vágták ki).

## Történet
Egy gonosz szándékú valaki egy időszkópot használva a Doktor öt inkarnációját Gallifrey Halálzónájába a Fekete Toronyban a Doktorok egy régi írást olvasnak el: Rassilon felfedezte a halhatatlanság és az azok birtokában juthat, akik legyőzve az akadályokat eljutnak a sírjáig és megszerzik a gyűrűjét...

### Folytonosság
Ez volt a második alkalom a Doctor Who történetében, hogy a főcím előtt szerepelt jelenet (A jelenet az első Doktor beszéde volt a The Dalek Invasion of Earth végéről). Az első alkalom a Castrovalva című rész volt (ott a negyedik Doktor regenerálódása volt). Ezt követően a Time and the Rani (a Doktor régi ellensége Rani eltalálja a Tardist egy lézerágyúval, ami a hatodik Doktor regenerálódását okozza) és a Remembrance of the Daleks (a Földön különféle nyelveken rádióhangok szólalnak meg, míg eközben egy Dalek hajó közelíti meg) részekben is volt. Az új sorozatban három epizód (A próbababák támadása, Smith és Jones, Bűntársak) kivételével mindegyik rész főcím előtti jelenettel kezdődik.
Egy kérdésre, amit a harmadik Doktor megkérdezte a Mestertől, hogy újra regenerálódott-e, azt válaszolta, hogy olyasmi történt. Arra hivatkozott, hogy ellopta Tremas (aki a Mester nevének anagrammája) testét a negyedik Doktor utolsó előtti történet végén. Az első Doktor nem egészen ismeri fel, a második nagyon, a harmadik pedig nehezen. Borusa három korábbi inkarnációja megjelent a The Deadly Assassin, The Invasion of Time és a Arc of Infinity című részekben.
A Rassilon tornyában volt egy olyan akadály, egy sakktáblaszerűség, amin villámosító padló volt. Ez utalás a korábbi Death to the Daleks című részre, amikor a harmadik Doktor egy akadály pályán be akar jutni az Exxilon városának tornyába. Az egyetlen eltérés, hogy formák helyett kockák voltak.
A jelenet, amikor az ellenség elrabolta a második és a harmadik Doktort, szerepelt a A Doktor neve című részben.

## Epizódlista
| Epizódok címe    | Bemutató napja     | Hossza  | Nézők száma (millió) |
| ---------------- | ------------------ | ------- | -------------------- |
| The Five Doctors | 1983. november 25. | 1:30:23 | 7,7                  |

## Produkció
Az eredeti verzió történetének címe a The Six Doctors volt a címe. A forgatókönyvet Robert Holmes írta. Benne szerepelt már, hogy benne lesznek a Cybermen-ek, és, hogy a Doktor inkarnációit elrabolják. De ott a Cybermen lettek volna a legfőbb ellenségek, akik el akarják rabolni a Doktor első inkarnációit, hogy kísérletekkel akarják magukat "Cyberlord"okká alakítani. A csavar itt az lett volna, hogy az első Doktor és Susan valójában szélhámos androidmásolatok volnának (és ezért adták ezt a címet) valamint, hogy a második menthette volna meg a napot. Ugyanakkor Holmes nem tudta időre elkészíteni, ezért helyette az egykori dramaturg, Terrance Dicks írta meg. Az eredeti történetből egyes elemeket újra használták a The Two Doctors című részben is.
A film készítésében az ausztrál Australian Broadcasting Corporation (röviden ABC) is részt vett, de bár a produkciós csapat nem volt tisztában a gyártás során, és a megállapodás hatása összege alig több volt mint a gyártás előtti vásárlási szerződés. Ez volt Nathan-Turner első rendezése.
Az eredeti forgatókönyvben szerepeltek az Autonok, amik legutoljára a Terror of the Autons részben jelentek meg. Az elképzelés szerint miután egy lejtőn lezuhant volna Sarah Jane (ami tényleg benne volt benne volt a történetben), ezalatt megtámadta volna egy csoport Auton, de a harmadik Doktor megmenthette volna. Azonban az Auton-os részt költségvetési okokból kiírták a forgatókönyvből.
A történethez promociós fotók is készültek a történetből. Az egyik képen szerepelnek az első öt Doktor, Sarah Jane Smith, K9, Susan, és Allistar Lethbridge-Stewert dandártábornok.
A részhez végéhez készítettek korábbi főcímekből egy új zenét, ami Delia Derbyshire eredetiétől kezdve. Ezzel ez volt az utolsó alkalom, hogy Derbyshire féle zenét használtak a sorozatban (ennek fő oka, hogy a zeneszerzőnő meghalt 2001-n).

## Könyvkiadás
A könyvváltozatát 1983. november 23.-n adta ki a Target könyvkiadó. Írta Terrance Dicks. Ez volt az egyetlen könyv, amit az eredeti rész előtt adták ki. A könyvben olyan jeleneteket tartalmaz, amit a filmből kivágtak. De ezen jelenetek megjelennek a "Special Edition" változatban.

## Otthoni kiadás
- VHS-n és Betamax-n 1985 szeptemberében adták ki, de véletlenül az USA-i kiadásban szerepel a rövidet verzió.
  - 1990-n újrakiadták.
  - A "Special Edition" 1995-n adták ki a The King's Demons című résszel és egy limitált képeslappal. Továbbá van egy speciális BBC Video arculati elem, melyben viccként bejelentették, hogy a részben szereplő időkiemelő elrabolta az eredeti arculati elemet.
- Laserdisc-n 1994-n adták ki.
- DVD-n 1999. november 1.-n adták ki magát a "Special Edition" verziót (így ez volt az első rész amit kiadtak DVD-n, továbbá az első "Special Edition", amit DVD-n adták ki).

### Módosítások a "Special Edition" kiadáson
Számos másítást a hoztak létre a Special Edition kiadáshoz:
- Több jelenet esetében használtak kivágott jeleneteket. Egyes jelenetek még új zenei effekteket kaptak.
- Az elején mutatták, távolról Rassilon Tornyát a Halál Zónában, majd a torony folyosóit.
- Az Idő Szkóp fekete háromszög ábrázolását felváltotta  egy új fejjel lefelé mutatkozó forgószél.
- A hely ahova érkezett az első Doktor, azt tükörlabirintusnak ábrázolják.
- A kép és a vizuális hatás, ahol a negyedik Doktort és Romanát elrabolták, ott csak a Doktor szerepel.
- Rassilion hangja drámaibb.
- Az utolsó jelenetekben mutatták, hogy a negyedik Doktor visszatért ahonnan elrabolták.
- Szintén azon jelenetek között, ahelyett, hogy Tardis-onként viszik vissza a Doktorokat, Időszkópféle ábrázolással, benne ábrázolván a Doktor inkarnációját és társát, térnek vissza.

### Fordítás
- Ez a szócikk részben vagy egészben  a   The_Five_Doctors című angol Wikipédia-szócikk fordításán alapul.  Az eredeti cikk szerkesztőit annak laptörténete sorolja fel. Ez a jelzés csupán a megfogalmazás eredetét és a szerzői jogokat jelzi, nem szolgál a cikkben szereplő információk forrásmegjelöléseként.